# باشگاه فوتبال پرشور تاون
باشگاه فوتبال پرشور تاون (به انگلیسی: Pershore Town Football Club) یک باشگاه فوتبال در شهر پرشور، کشور انگلستان است که در سال ۱۹۸۸ میلادی تأسیس شده‌است.